# Armando Ronca
Armando Ronca (* 13. September 1901 in Verona; † 19. März 1970 in Bozen) war ein italienischer Architekt, der vorwiegend in Südtirol, dem Trentino und in Mailand zahlreiche Gebäude und Innenarchitekturen ausgeführt hat.

## Leben
Armando Ronca studierte Ingenieurwissenschaften in Genua, Turin und Padua. Mitte der 1930er-Jahre übersiedelte Ronca nach Südtirol und beeinflusste maßgeblich die Architektur Bozens und Merans bis weit in die sechziger Jahre.

## Bauten und Entwürfe
- 1935: Villa Cembran, Meran

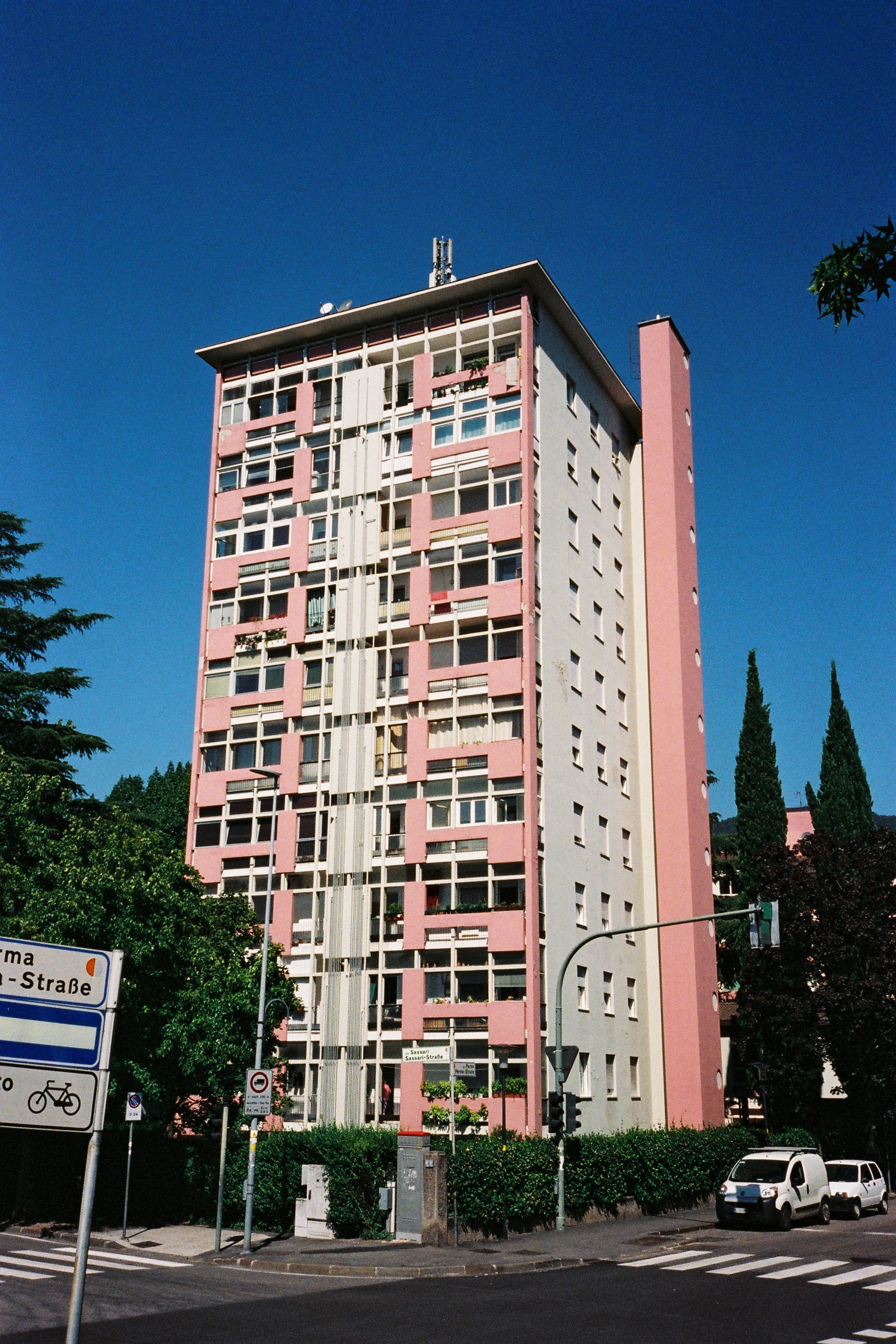
Armando Ronca: Wohnturm der INA-Casa Wohnanlage (1964), Bozen

- 1938/40: „Palazzo del Turismo“ (ab 1947: „Corso“-Kino) an der Freiheitsstraße, Bozen (1988 abgebrochen und mit einem Funktionsbau ersetzt)[2]
- 1952: Schülerinstitut „Rainerum“, Bozen
- 1955: Erweiterung des Fußballstadions „San Siro“, Mailand
- 1959: Hotelanlage „Eurotel“, Meran
- 1964: Wohnanlage „INA-Casa“, Bozen
- 1970: Kirche Pius X., Reschenstraße, Bozen

## Ausstellungen
- 2017: Armando Ronca. Architektur der Moderne in Südtirol 1935–1970, Kunst Meran, Meran